# Firmin
Firmin – imię męskie pochodzenia łacińskiego, oznaczające „należący do Firmusa” lub stanowiące spieszczenie imienia Firmus, które z kolei pochodzi od słowa firmus, 'mocny, pewny, stały, trwały'.
Wśród patronów - św. Firmin (biskup Amiens).
Żeńskim odpowiednikiem jest Firmina.
Firmin imieniny obchodzi 18 sierpnia, 25 września i 11 października.
Znane osoby noszące imię Firmin:
- Firmin Lambot – belgijski kolarz szosowy
- Firmin Abissi – beniński bokser
- Firmin Sanou – burkiński piłkarz
- Firmin Abauzit – francuski uczony
- Firmin Gémier – francuski aktor

Zobacz też:
- Firmino Alves
- Firminy